# Brande
Brande é um município da Dinamarca, localizado na região ocidental, no condado de Ringkobing.
O município tem uma área de 188 km² e uma  população de 8 805 habitantes, segundo o censo de 2004.